# Nina Py Brozovich
Nina Py Brozovich es una activista climática boliviana. Fundó Fridays For Future en Bolivia. Formó parte de la Cumbre de la Juventud sobre el Clima de las Naciones Unidas.
Su trabajo ha aparecido en el semanario Bolivian Express, Pagina Siete (en español: Página Siete) y Fridays for Future. Formó parte de la campaña "Una generación" de UNICEF. Es voluntaria en La Senda Verde.